# 天一同人本事件
天一同人本事件，指2018年10月底中国大陆耽美小说家天一等人，因为同人作品《攻占》而被安徽省芜湖县法院以“制作、贩卖淫秽物品”判刑的具争议事件。

## 背景
2000年的网上连载小说《此间的少年》，由于涉及对金庸笔下元素的再創作，该小说作者被金庸起诉，时称为“同人第一案”。由之显示出中国大陆社会环境下的同人文发展，有处在困境与挑战。而与之相密切的二次元文化仍在中国大陆迅猛发展，据测算在2018年中国大陆二次元用户预计可达2.76亿，而2019年会增至3.28亿，相关领域的受众存在巨大发展空间。而面对中国大陆言论审查之下，中国大陆的同人文化圈运作、活动等，与其他ACG等不同圈子一样，都会避开正面接触审查，选择转入边缘甚至地下。
2015年6月，筆名「長著翅膀的大灰狼」的網路作者丁一，就因同類案由被判緩刑3年半，在2017年更為知名的深海先生也因非法经营罪被捕。而在《网络安全法》实施后，2018年以来同性戀相关议题被划为中国大陆网络空间的主要整治目标之一，引发社会持续争议。

## 经过
2017年，其同人作品《攻占》在网上的点击几个月的高人气攀升，被国家扫黄打非办留意到，之後《攻占》的样本书被国家新闻出版广电总局出版产品质量监督检测中心先行鉴定，指其充斥着大量与性变态有关的暴力、虐待、侮辱等行为，内容“不堪入目”而定为“淫秽出版物”。芜湖县公安局治安大队2017年11月得到国家扫黄打非办转介后，先确认到在当地的发放作品的地点，之后走动多地并调用阿里巴巴、腾讯等网络后台的通讯记录等数据，掌握到作者等当事人的情况。之后先跨省到江苏淮安，于作者住处逮捕了天一。随后，芜湖县警方又陆续到多地将校对、发货等其他当事人逮捕带回芜湖县。
芜湖县警方与检方综合情报后，认定案件事实为作者是“通过网络销售各类淫秽书籍七千余本，非法获利十五万元”。芜湖县人民法院2018年10月底，依据《最高人民法院关于审理非法出版物刑事案件具体应用法律若干问题的解释》，一审裁定其犯有“制作和贩卖淫秽物品牟利罪”而入狱十年。其余各人亦被裁定有相关罪行而获刑。二審維持原判不得上訴。

## 反应与争议
事件与判决出来后引发许多关注，部分意见认为量刑过于严厉与过分。一些批评指出，其作品并未造成严重社会后果，而且认为色情作品是成年人的正常需求，不应当作为罪行看待，歪曲、压抑牺牲一项正当需求是无法抑制犯罪，如性的极端压抑会引发导致充满控制欲的极端发泄，有机会伤害妇女儿童等。更有人整理同期的相關家暴與性侵案件的量刑與該事件對照，表達對事件的關注與對性侵受害者的同情，引發共鳴。而《最高人民法院关于审理非法出版物刑事案件具体应用法律若干问题的解释》是在1998年制订，评论认为以90年代的标准定义当下的量刑是不合适的。

## 备注
1. ↑  检控机关以相关公开的网页点击量和事后查封实体货品等，以“合理推算”综合定性之为“销售”的事实，存在法理认知差距问题
2. ↑  法理程序上认为物品定性应当在正式扣查后出具，事前的有罪推定是可能具有极大法理争议问题
3. ↑  可參見底部蕪湖法院審訊記錄。